# Israelitische Kultusgemeinde Horn
Die Israelitische Kultusgemeinde Horn in Niederösterreich umfasste den Verwaltungsbezirk Horn mit 135 Personen, die sich laut Volkszählung 1934 zum jüdischen Glauben bekannten.

## Geschichte
1857 siedelte sich die erste jüdische Familie in Horn im Waldviertel an, sechs Jahre später wohnten hier bereits neun jüdische Familien. Diese schlossen sich zu einer Religionsgemeinschaft zusammen. 1870 wurden von der niederösterreichischen Statthalterei die Statuten einer „Ständigen israelitischen Betgenossenschaft in Horn“ genehmigt. Ebenfalls 1870 wurde die Chewra Kadischa gegründet, offiziell konstituierte sich dieser Verein aber erst 1889 nach dem Ansuchen um die Genehmigung bei der Statthalterei. 1873 konstituierte sich diese Betgenossenschaft als „Israelitische Cultus-Gemeinde in Horn“ und 1892 als Israelitische Kultusgemeinde nach dem Israelitengesetz von 1890, der auch die „Israelitische Cultus-Genossenschaft“ aus Hollabrunn angeschlossen wurde. Diese spaltete sich 1902 ab, als sich die Betvereine von Hollabrunn und Retz zu einer eigenständigen Kultusgemeinde (IKG Hollabrunn) zusammenschlossen. Mit einer einjährigen Unterbrechung (1902) war die Rabbinerstelle zwischen den späten 180er Jahren und 1920 besetzt, danach blieb sie frei.
In einer von der Stadt Horn gemieteten Wohnung des „Karglhofs“ (Frauenhofnerstraße 10/Weinmanngasse 2) wurden ab 1871 die Gottesdienste abgehalten, der Wunsch nach einem eigenen Bethaus wurde aber immer größer. Als die Schule vom Karglhof in einen Neubau übersiedelte, wurde die Stadtverwaltung um die Überlassung des Turnsaales zwecks Errichtung eines Bethauses gebeten, was diese jedoch ablehnte. 1903 endlich konnte ein Haus (Stadtgraben 25) gekauft werden, das als Bethaus adaptiert wurde.

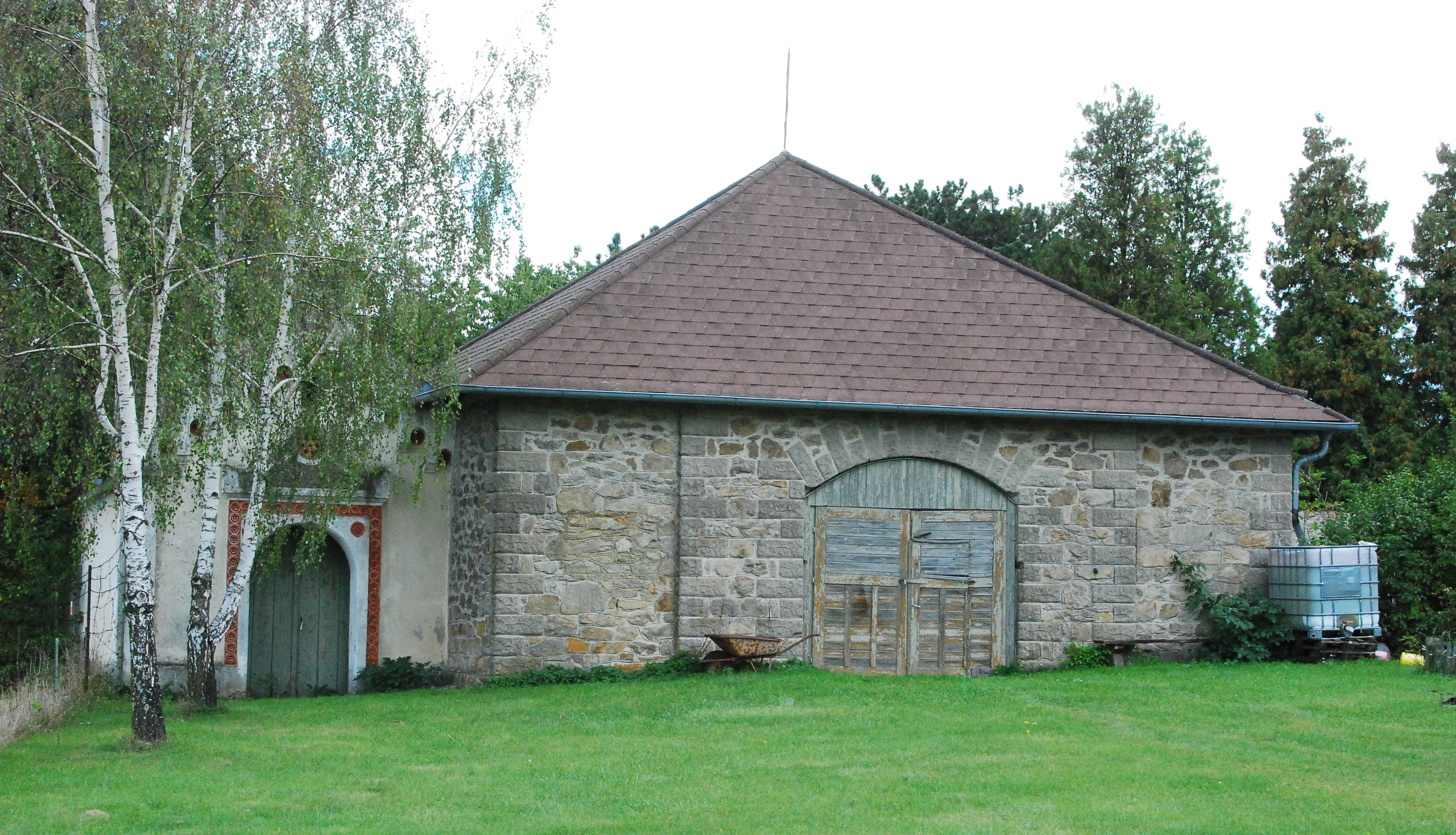
Der neue Friedhof

Ein erster jüdischer Friedhof wurde neben dem Preußischen Soldatenfriedhof nördlich von Horn angelegt, hier kam es aber nur zu einer Bestattung. Der Grabstein ist heute noch erhalten. Der schlechten Erreichbarkeit wegen wurde 1873 südöstlich von Horn ein neues Grundstück zur Errichtung eines Friedhofs gekauft. Gegen dieses Vorhaben erhob die Stadt jedoch Einspruch: hier hatten früher eine christliche Kirche und ein Friedhof bestanden. Der Einspruch wurde aber abgelehnt. 1878 wurde eine kleine Leichenkammer errichtet, 1913 wurde eine größere zugebaut. Auf diesem Friedhof wurden während des Ersten Weltkrieges auch einige Verstorbene aus dem Internierungslager Drosendorf beigesetzt. Während des Zweiten Weltkrieges benutzte die deutsche Wehrmacht die Leichenhalle als Lagerraum und nach dem Zweiten Weltkrieg richtete die Rote Armee ein Kriegsgefangenenlager ein, in das der Friedhof mit einbezogen wurde.
Nach dem Anschluss an das Dritte Reich ordnete die Kreisleitung Horn am 18. September 1938 an, dass alle Juden den Bezirk Horn binnen 24 Stunden zu verlassen haben. Die Juden von Horn wurden am 19. September mit Lastkraftwagen nach Wien transportiert. Das Bethaus musste am 18. September der Stadt überschrieben werden, die Matriken der Gemeinde wurden tags darauf von der Bezirkshauptmannschaft übernommen. Die Bezirkshauptmannschaft Horn meldete der Landeshauptmannschaft am 24. Oktober, dass alle Juden des Bezirks abgewandert seien. Durch diese Vertreibung hatte die IKG Horn de facto aufgehört zu existieren, offiziell aufgelöst wurde sie am 25. Juli 1940.

## Rabbiner
Für die Israelitische Kultusgemeinde Horn waren mehrere Rabbiner tätig. Ab 1920 blieb die Rabbinatsstelle unbesetzt:
- bis 1892: Isaak Leopold Rosner, geb. 1839 in Ungarn, gest. 26. Oktober 1892 in Horn.[6]
- 1892–1894: Dr. Adolf Diamant, geb. 24. März 1843 in Bogdanowitz bei Tyrnau / Bohdanovce nad Trnavou (Slowakei), gest. 25. Februar 1906 in Schaffa / Šafov (Tschechien)[7]
- 1894–1898: Dr. Adolf Schächter
- 1898–1902: Ezechiel Nussbaum
- 1902–1904: Dr. David Rudolfer, geb. 16. März 1871, ermordet 14. September 1942 in Theresienstadt / Terezín[8][9]
- 1905–1911: Dr. Jakob Diamant
- 1911–1912: Dr. Max Huss, geb. 23. Juli 1869 in Hohenstadt (Tschechien)[10]
- 1912: Michael Halberstamm, geb. 12. September 1884 in Brody,[11] gest. 1937 in Brüx / Most (Tschechien)
- 1912–1919: Dr. Maier Gabriel Mehrer